# David Fiorentini
David Fiorentini (Livorno, 7 settembre 1967) è un allenatore di calcio ed ex calciatore italiano, di ruolo centrocampista, tecnico degli Allievi regionali dell'Antignano Banditella.

## Carriera

### Giocatore
Esordì con il Pisa, con cui militò in Serie A per quattro stagioni collezionando 27 presenze e una rete in massima categoria, oltre ad aver conquistato le promozioni nelle stagioni 1986-1987 e 1989-1990. Dopo il 1993 militò in Serie C, ottenendo una promozione in Serie B con il Perugia nel 1993-1994.
In carriera ha totalizzato complessivamente 27 presenze in Serie A, con una rete all'attivo in occasione del successo interno del Pisa sul Bari del 12 maggio 1991, e 96 presenze e 2 reti in Serie B.
Ha militato nelle giovanili della Nazionale italiana disputando il Mondiale Under-20 del 1987.

### Allenatore
Dopo il ritiro, rimane con l'Armando Picchi, occupandosi della formazione allievi regionali. Dal 2007 allena la medesima categoria dell'Antignano Banditella, a Livorno. Si ritira anche dalla carriera di allenatore, per dedicarsi alla tabaccheria di famiglia. Nel 2023 è alla Virtus Livorno

## Palmarès

### Competizioni nazionali
- Campionato italiano di Serie C1: 1

Perugia: 1993-1994

### Competizioni internazionali
- Coppa Mitropa: 2

Pisa: 1985-1986, 1987-1988

### Individuale
- Capocannoniere della Coppa Mitropa: 1

1991 (2 gol) a pari merito con Boris Kočí